# Кондор, Василий
Василий Кондор (23 октября 1981 года, Рогизно, Львовская область) — украинский боксёр-профессионал, выступающий в полутяжёлой весовой категории. Призёр всеукраинских и международных турниров Провёл 35 профессиональных боев, из которых 18 закончились победой, 16 проигрышем, 5 нокаутами и 1 ничьей. Участник украинского боксерского реалити-шоу «Ти чемпіон» («Ты чемпион»), которое транслировала ТРК «Украина» Первый профессиональный бой провел 2 ноября 2002 года.

## Профессиональная карьера

### 2003-05-31Василий Кондор —Эльнур Дашаев
- Место проведения: , Львов,Украина
- Результат: Победа Кондора раздельным решением судей в 4-раундовом бою.
- Статус: Рейтинговый бой
- Рефери: Луис Риера

Кондор победил.